# Ambohitoaka
Ambohitoaka est une commune urbaine malgache située dans la partie sud-ouest de la région de Sofia.